# Dichromodes dentigeraria
Dichromodes dentigeraria är en fjärilsart som beskrevs av Walker 1863. Dichromodes dentigeraria ingår i släktet Dichromodes och familjen mätare. Inga underarter finns listade i Catalogue of Life.